# Anna Rozen
Pour les articles homonymes, voir Rozen.
Anna Rozen, née à Alger en 1960, est une écrivaine française.

## Biographie
Elle est née à Alger en 1960,, mais sa famille réside en France métropolitaine, entre Toulouse et Lorient, depuis qu'elle a 2 ans, en 1962, année de l'indépendance algérienne.
Elle s'installe à Paris, où elle travaille comme rédactrice pour des agences de publicité et à la télévision, avant de se lancer dans l'écriture,.
Sa première publication paraît en 1999, et s'intitule Plaisir d'offrir, joie de recevoir,. C'est un recueil de  récits courts, vingt-huit histoires de sexes (ou de fesses selon l'expression privilégiée par Anna Rozen). « Le livre parle de sexe comme on n'en parle pas, parce qu'on n'en parle pas. On n'en parle pas parce que la chair est triste. Le livre d'Anna Rozen réveille cette tristesse par un évident plaisir de s'offrir et la joie non dissimulée de recevoir », écrit Jean-Baptiste Harang dans le journal Libération, à propos de cette publication.
Connue pour ses recueils de nouvelles, elle a aussi écrit plusieurs romans, et  traduit un roman de l'écrivain canadien Andrew Kaufman, Tous mes amis sont des super héros.

## Publications
- Plaisir d'offrir, Joie de recevoir, nouvelles, Le Dilettante, 1999.
- Le Petit Garçon qui n'existait pas, livre pour enfant, illustrations de  Dupuy et Berberian, Cornélius, 2000.
- Chocolatine, éditions Callipyge, 2000.
- Méfie-toi des fruits, roman, Le Dilettante, 2002.
- Le Marchand de bruits, livre pour enfants, illustration de François Avril, Nathan, 2002.
- Bonheur 230 (2004), roman chez Denoël
- Encore!, nouvelle, Naïve, 2005.
- Tous mes amis sont des super héros, traduction du roman All my friends are superheroes d'Andrew Kaufman, Naïve, 2007.
- Vieilles Peaux, nouvelles, Le Dilettante, 2007.
- La Bombe et moi, illustrations de Ludovic Debeurme Le Dilettante, 2008.
- Les Gens, illustrations de Charles Berberian, Alain Beaulet, 2008.
- Et plus si affinités : Perles et fracas, avec Philippe Leroyer, Au Diable Vauvert, 2009
- Demain, avec Philippe Leroyer, Au Diable Vauvert, 2009
- Je vous prête mes lunettes Le Dilettante, 14 septembre 2011
- Helsinki avec Charles Berberian / WSOY éditions, avril 2014
- J'ai eu des nuits ridicules Le Dilettante octobre 2014
- Quelque Chose qui cloche - Atelier In 8 avril 2015